# Olivier Fourdan
Olivier Fourdan jest twórcą środowiska graficznego Xfce, które zaczął rozwijać pod koniec 1996 roku.
Rozpoczął pracę jako inżynier produkcji nowych technologii oraz webmaster. Pracował też nad implementacją Linuxa w systemach wbudowanych.